# نعناع چمنی (گیاه)
نعناع چمنی (نام علمی: Prunella vulgaris) نام یک گونه از تیره نعناعیان است.